# Adriano in Siria (Pergolesi)
Adriano in Siria è un dramma per musica in tre atti di Giovanni Battista Pergolesi, su libretto di Pietro Metastasio, per quanto profondamente rimaneggiato. L'opera, che costituisce la terza delle quattro opere serie composte dal musicista jesino, andò in scena al Teatro San Bartolomeo di Napoli il 25 ottobre 1734 in occasione del genetliaco di Elisabetta Farnese, madre del nuovo re di Napoli, Carlo VII. Ad essa si accompagnavano, per essere eseguiti nei due intervalli, gli intermezzi comici, che sono passati alla storia con il titolo di Livietta e Tracollo e che godettero, come operina buffa autonoma, di molta maggior fama che non l'opera principale, venendo rappresentati un po' per tutta Europa per oltre un ventennio.

## Vicenda storica

### Preparazione
All'inizio del 1734 Pergolesi aveva consolidato la sua posizione di musicista nella Napoli contemporanea. Dopo essersi diplomato, appena ventunenne, al Conservatorio dei Poveri di Gesù Cristo nel 1731, aveva ottenuto la protezione di alcune delle famiglie più in vista della corte vicereale austriaca dell'epoca, ed in particolare del principe di Stigliano, Ferdinando Colonna, e poi del duca di Maddaloni, Domenico Marzio Carafa, e del principe di Avellino, Marino Francesco Caracciolo, tutti fra di loro strettamente imparentati. Grazie al loro appoggio aveva ottenuto, per l'inverno dello stesso anno, la commessa per un'opera seria al Teatro San Bartolomeo, il più importante della città: essa, intitolata La Salustia, era andata poi in scena agli inizi del 1732, con esito incerto. Le sue fortune erano state peraltro riscattate alcuni mesi dopo dal successo della commedeja pe’ mmuseca in dialetto napoletano, Lo frate 'nnamorato, al Teatro dei Fiorentini. Divenuto maestro di cappella del principe di Stigliano ed entrato a far parte come organista sovrannumerario della Cappella reale, Pergolesi ottenne quindi una nuova commessa per un'opera seria, che fu però sospesa a causa della chiusura dei teatri provocata dal disastroso terremoto dell'Irpinia del novembre 1732 e delle successive repliche. Durante la prima parte del 1733 Pergolesi si dedicò quindi alla musica sacra, fintantoché, nel mese settembre, non toccò alla sua nuova opera Il prigionier superbo di sancire la riapertura dei teatri. Se anche questo lavoro, come già La Salustia, non ebbe esito felicissimo, riscosse invece un successo caloroso l'operina buffa che l'accompagnava come intermezzo, La serva padrona, sulla cui fortuna il sole non sarebbe più tramontato fino ai tempi moderni.
«Il 23 febbraio 1734 Pergolesi fu nominato maestro di cappella sostituto "della Fedelissima Città di Napoli": la carica comportava la sostituzione del maestro titolare (l’ormai anziano Domenico Sarro) in caso d’infermità e il diritto di succedergli post mortem. Un indice del miglioramento di status è il fatto che, poco prima del 1734, Pergolesi cambiò abitazione, trasferendosi da uno dei vicoli dei Tribunali in una casa più ampia, nella zona corrispondente all’attuale corso Umberto; lì lo raggiunse la zia Cecilia Giorgi, sorella della madre, trasferitasi da Jesi a Napoli per badare alle sue necessità». Non solo, ma Pergolesi divenne anche maestro di cappella presso un altro dei suoi protettori sopra ricordati, il duca di Maddaloni, imparentato con l'aristocrazia romana, violoncellista dilettante egli stesso, protettore di artisti e dedito anche ad attività di tipo impresariale. Gli alti livelli dei compensi che Pergolesi riusciva ad ottenere per il complesso delle sue attività testimoniano della considerazione in cui era tenuto: «un certo giovin compositore di qui, di cui si pensa un gran bene», avrebbe scritto di lui, seppur forse non con queste precise parole, il nobile impresario fiorentino Bartolomeo Corsini alcuni mesi dopo.
Gli sviluppi della guerra di successione polacca, scoppiata nel 1733, determinarono però una situazione nuova. Nel mese di maggio del 1734 il diciottenne duca di Parma Carlo di Borbone, figlio cadetto di Filippo V di Spagna, sconfitte le truppe austriache che difendevano il regno di Napoli, entrò trionfalmente nella capitale, venendo dopo pochi giorni riconosciuto dal padre come nuovo re. Il cambiamento di regime determinò uno stato di incertezza per la nobiltà napoletana filo-austriaca: il principe di Avellino riparò addirittura a Vienna, il principe di Stigliano e il duca di Maddaloni, con la moglie Anna Colonna, si ritirarono invece provvisoriamente a Roma, invitando Pergolesi a seguirli. Qui, su commissione dei Carafa di Maddaloni, Pergolesi compose una Messa in fa maggiore in onore di San Giovanni Nepomuceno, protettore della Boemia e quindi particolarmente venerato nell'impero asburgico, la quale fu eseguita con scalpore verso la fine di maggio nella basilica di San Lorenzo in Lucina. Seppur forse messo in cattiva luce dall'episodio, Pergolesi rientrò a Napoli al seguito dei Carafa nel mese di giugno e fu addirittura incaricato dal nuovo sovrintendente borbonico ai teatri di scrivere l'opera celebrativa del genetliaco della neo-regina madre Elisabetta Farnese, di Spagna. Il nuovo sovrintendente altri non era che lo zio cadetto filo-borbonico del duca di Maddaloni, Lelio Carafa, marchese d'Arienzo, il quale aveva lasciato Napoli all'epoca della conquista austriaca ed ora rientrava in gran pompa al seguito del nuovo re, di cui era intimo, comunque evidentemente intenzionato a proteggere gli interessi della sua famiglia ed anche quelli del giovane maestro di cappella del nipote. Una conferma dell'almeno relativa caduta in disgrazia di Pergolesi è stata comunque offerta da documenti recentemente ritrovati dai quali risulta che l'impresario del San Bartolomeo Angelo Carasale si rifiutò in seguito di pagare al musicista il compenso pattuito per la nuova opera con la scusa che due dei suoi protettori, il duca di Maddaloni, appunto, e il principe di Avellino, non avevano pagato l'affitto per i loro palchi durante l'assenza da Napoli collegata al cambio di regime

### Rappresentazioni
Per tale nuova opera venne scelto un libretto del Metastasio, Adriano in Siria, il primo di tale autore ad essere intonato da Pergolesi, e il debutto ebbe luogo il 25 ottobre 1734: come si legge negli Avvisi di Napoli, la sera, «portatasi S[ua] M[aestà] in questo Teatro di S. Bartolomeo all'opera in Musica intitolata Adriano in Siria, che per la prima volta andò in scena, vi comparve tutta la Nobiltà, con abiti di sfarzo, che facevano una assai superba veduta». Negli intervalli tra gli atti si rappresentarono gli intermezzi La contadina astuta o Livietta e Tracollo, testo del romano Tommaso Mariani. Malgrado la buona compagnia a disposizione e nonostante l'indubbio genio messo in mostra da Pergolesi, l'accoglienza dell'opera da parte del pubblico si rivelò piuttosto tiepida e, a differenza che per gli intermezzi, non risultano esservi state riprese per tutto il Settecento, e neanche la produzione di pasticci basati su musiche da essa tratte.
L'opera non tornò all'attenzione del pubblico che negli anni Ottanta del XX secolo. Essa fu innanzi tutto radiotrasmessa in Francia nel 1980 (e poi anche riversata in vinile dall'etichetta privata Voce), sotto la direzione di Vittorio Negri, con le parti maschili trasposte per tenore o basso (Bruce Brewer interpretava Farnaspe, Philip Langridge Osroa e Ann Murray Emirena). Nel 1985, l'anno in cui si celebrava il tricentenario della nascita di Bach, Händel e di Domenico Scarlatti, il Maggio Musicale Fiorentino decise invece di proporre, al Teatro della Pergola, la prima ripresa scenica dell'opera di Pergolesi, con annessi intermezzi di Livietta e Tracollo, nell'edizione critica di Dale E. Monson. La produzione che prevedeva peraltro la soppressione di molti "da capo" nelle arie, era affidata alla direzione di Marcello Panni ^e alla regia a Roberto De Simone. Nei panni dei due personaggi più significativi, il cast annoverava due stelle di prima grandezza del firmamento della lirica dei decenni a seguire: Mariella Devia, nel ruolo in travesti di Farnaspe, e Daniela Dessì in quello di Sabina. La stessa produzione (senza però la Devia) fu poi ripresentata al Teatro Pergolesi di Jesi l'anno successivo e ne fu anche realizzata un'incisione discografica ufficiale dal vivo.
L'opera è stata di nuovo messa in scena nel 2007, sempre nell'edizione critica di Monson, dal Festival Pergolesi Spontini di Jesi, per la direzione di Ottavio Dantone e per la regia di Ignacio García, quindi ripresa nella Basilique Notre-Dame de Beaune nel 2008, e di nuovo a Jesi nel 2009 con rappresentazione anche degli intermezzi e registrazione video, poi riversata in DVD e blu-ray.

## Aspetti artistici e musicali

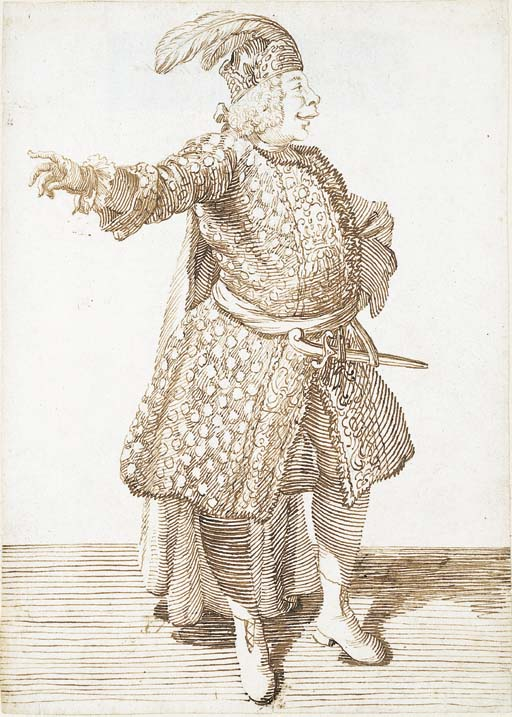
Caricatura di Gaetano Majorano
"Caffarello en habit de theatre"
Pier Leone Ghezzi

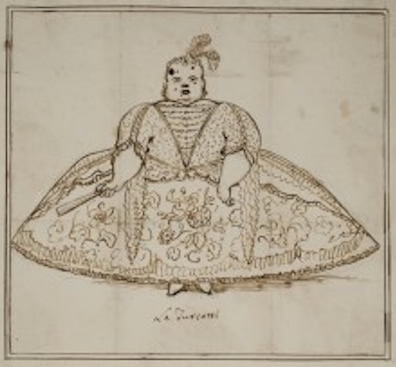
Caricatura di Maria Giustina Turcotti
Anton Maria Zanetti, il vecchio
(Fondazione Cini, 36742-36743)

### La compagnia
Come già accennato Pergolesi ebbe a disposizione una compagnia di canto di livello probabilmente superiore a quella che aveva eseguito Il prigionier superbo. In essa, la punta di diamante era costituita dal sopranista Gaetano Majorano, detto "Caffarelli", uno dei più famosi cantanti della storia del melodramma, che ancora un'ottantina d'anni dopo sarebbe stato ricordato come il paradigma del canto dei bei tempi andati, da Don Bartolo, uno dei protagonisti del Barbiere di Siviglia di Rossini. Caffarelli era stato assunto per la stagione di carnevale 1733/34, era in carriera da circa otto anni ed aveva già ricevuto vasti consensi un po' in tutta l'Italia del Nord. Accanto a lui, che ricopriva ovviamente il ruolo di 'primo uomo', figuravano anche: il collaudato soprano Maria Giustina Turcotti, virtuosa di prim'ordine, penalizzata soltanto dalla sua enorme stazza fisica che ne intralciava i movimenti in scena, la quale ricopriva il ruolo di 'prima donna'; il tenore Francesco Tolve, che si era esibito spesso a Napoli negli anni precedenti ed aveva già interpretato nella Salustia di Pergolesi, il personaggio di Marziano, dal notevole spessore canoro e drammatico; il soprano Maria Marta Monticelli, esecutrice di medio livello, spesso qualificata anche come contralto, per le parti da 'secondo uomo'; un altro soprano, come 'seconda donna', Caterina Fumagalli, la quale aveva debuttato da appena un paio d'anni ed era destinata a dimostrare il suo valore nel quadro di un'importante carriera internazionale da primadonna; ed infine, come 'ultima parte', la probabilmente esordiente Margherita Chimenti, un altro soprano destinata anch'ella ad una carriera europea significativa con il soprannome di "La Droghierina", però rimanendo praticamente sempre confinata ai ruoli da 'seconda parte', sia in abiti femminili sia soprattutto maschili. Tutte le voci acute presenti nella compagnia vengono qualificate come 'soprani', ma in effetti, per tutti gli esecutori (ivi compreso il Caffarelli), la storiografia musicale ha parlato spesso di cantanti meglio classificabili, in termini moderni, come 'mezzosoprani'.

### Il libretto
Il libretto di Adriano in Siria fu scritto da Mestastasio per essere rappresentato, con musiche di Antonio Caldara, nel teatro del Palazzo Imperiale (Hoftheater, oggi Redoutensaele) di Vienna, nel 1732: dal punto di vista dell'argomento, esso faceva riferimento, in modo davvero molto vago, ai personaggi storici dell'imperatore romano Adriano e del re dei Parti, Osroe I, ricordati da Cassio Dione e Elio Sparziano. Il libretto «divenne [ben presto] uno dei più popolari drammi metastasiani, con sistematiche successive intonazioni [...fino] a quella di Cherubini per Livorno nel 1782, data a partire dalla quale le nuove traduzioni in musica si fecero più sporadiche. La versione di Mercadante per Lisbona (1828) fu l'ultima delle opere ottocentesche ad essere basata su questo testo».  Don Neville, nella sua voce su Metastasio del New Grove Dictionary of Opera elenca almeno una sessantina di traduzioni in musica, senza considerare le successive versioni da parte di uno stesso autore.
Com'era consuetudine a Napoli, una volta adottato il libretto, si mise mano alla sua rielaborazione ad libitum in funzione delle esigenze locali, ed in particolare di quelle della compagnia di canto. Le modifiche operate sul testo di Metastasio furono molto profonde, ma le fonti non riportano il nome del poeta a cui fu fatto ricorso. L'influenza maggiore che si fece sentire su queste operazioni fu probabilmente quella del Caffarelli, il quale ottenne che le sue arie fossero appositamente ritagliate sulle sue inclinazioni e capacità, e quindi per tutte e tre il testo metastasiano originale fu sostituito e due furono collocate a chiusura dei primi due atti. Sia Tolve, che assumeva il ruolo di Osroa, sia la Fumagalli, che interpretava quello di Sabina, ottennero egualmente la sostituzione di due delle arie a loro destinate, mentre per tutti gli altri la sostituzione si limitò ad una sola. «Altre sezioni del dramma furono tagliate. L'originale del Metastasio, che comprendeva ventisette arie e due cori, fu ridotto a venti arie, un duetto e un coro (finale)». Anche i recitativi, ovviamente, dovettero essere aggiustati alla nuova situazione. Delle venti arie superstiti, solo dieci dunque vedono alla fine conservato il testo metastasiano. I numeri risultano divisi «in modo quasi imparziale fra i sei cantanti. Osroa (Tolve) e Sabina (Fumagalli) hanno quattro arie ciascuno, Farnaspe (Caffarelli) ed Emirena (Turcotti) ne hanno tre e si dividono il duetto, Aquilio (Chimenti) e Adriano (Monticelli) rimangono con tre arie ciascuno. La soppressione delle arie ignora la concezione settecentesca, quasi universalmente adottata, di permettere ai cantanti di uscire di scena solo dopo aver cantato [un'aria]. All'inizio dell'opera, per esempio, Farnaspe (Caffarelli) lascia la scena senza cantare, sebbene l'originale di Metastasio qui prevedesse un'aria. Adriano, Emirena e Sabina escono tutti di scena senza cantare affatto».

### Annotazioni critiche
Secondo Dale E. Monson, la parte meglio rifinita e più lirica della musica dell'Adriano in Siria è quella dedicata al protagonista assoluto dell'opera, il Caffarelli, di cui vengono esaltate le capacità tecniche comprendenti «lunghi passaggi di volate veloci e complesse, ampi salti e altre sezioni molto fiorite, in tempo rapido. D'altro canto, le arie valorizzano la mera bellezza della sua voce, soprattutto quella con l'oboe obbligato, "Lieto così talvolta" che conclude il primo atto». La grande aria di bravura posta invece a chiusura del secondo atto, "Torbido in volto e nero", per orchestra bipartita, dovette rivelarsi particolarmente efficace, tant'è che l'anno seguente essa fu presa in prestito, tale e quale, per il capolavoro serio di Pergolesi, L'Olimpiade. Parimenti straordinario nella sua espressività virtuosistica deve però considerarsi anche il personaggio di Sabina, interpretato dalla Fumagalli, la cui aria "Splenda per voi sereno" richiede una grande estensione, presenta rapidi salti di più di un'ottava e mezzo ed è notevolmente virtuosistica.
Marina Vaccarini concorda sostanzialmente con Monson per quanto riguarda il ruolo di Farnaspe, mentre aggiunge, per quanto attiene agli altri:
Connotato musicalmente da una vocalità sempre delicata e cantabile è [...] il personaggio di Emirena, mentre espressivamente più mutevole è Sabina che, dopo l'aria di portamento del primo atto "Chi soffre senza pianto", dimostra sentimenti di fermezza e nobiltà di carattere, che si manifestano specialmente nella seconda delle due arie del secondo atto, "Splenda per voi sereno". Scarso rilievo assume la figura del protagonista, Adriano, inferiore persino a Osroa, che si impone viceversa fin dall’inizio con una possente aria 'di tempesta', "Sprezza il furor del vento".

## Personaggi e interpreti
| Personaggio | Tipologia vocale      | Interpreti della prima, 25 ottobre 1734 |
| ----------- | --------------------- | --------------------------------------- |
| Adriano     | soprano (in travesti) | Maria Marta Monticelli                  |
| Emirena     | soprano               | Maria Giustina Turcotti                 |
| Farnaspe    | soprano castrato      | Gaetano Majorano, "Caffarelli"          |
| Osroa       | tenore                | Francesco Tolve                         |
| Sabina      | soprano               | Catterina Fumagalli                     |
| Aquilio     | soprano (in travesti) | Margherita Chimenti, "la Droghierina"   |

## Trama

### Antefatto
L'azione si svolge ad Antiochia, nell'antica Siria. Durante una delle tante guerre tra Roma e l'impero dei Parti, le truppe comandate dall'imperatore Adriano hanno sconfitto quelle del re Osroa (Osroe I) prendendone anche prigioniera la figlia Emirena, fidanzata del tributario ed amico del re, Farnaspe. Nonostante sia egli stesso già promesso alla nobile romana Vibia Sabina, Adriano si è infatuato della bella prigioniera e viene incoraggiato, in questa sua nuova attrazione, dal tribuno Aquilio, a sua volta innamorato di Sabina e quindi desideroso di provocare la rottura del legame che la vincola all'imperatore.

### Atto I
Nella gran piazza di Antiochia si sta tenendo una cerimonia di festeggiamento per la vittoria di Adriano, quando il principe partico Farnaspe si presenta, accompagnato da Osroa (sotto mentite spoglie), per richiedere il rilascio della sua promessa Emirena, provocando così un accesso di gelosia da parte di Adriano che non era a conoscenza del fidanzamento (aria: "Dal labbro che t'accende"). Osroa, rimasto solo, prorompe per parte sua in una veemente aria di rabbia contro il nemico romano, che ora tenta anche di insidiargli la figlia (aria: "Sprezza il furor del vento").
Negli appartamenti del palazzo imperiale, intanto, Aquilio tesse le sue trame e convince Emirena a simulare di non amar più Farnaspe, in modo da allontanare così dal suo promesso le possibili conseguenze della gelosia di Adriano, e quando questi si presenta da lei con Farnaspe, la principessa si comporta di conseguenza provocando lo smarrimento di quest'ultimo (aria di Farnaspe: "Sul mio cor so ben qual sia"). Sopraggiunge quindi Sabina, ma Adriano la ignora e si affretta anzi a lasciare la scena con Farnaspe; ella viene quindi informata da Aquilio del nuovo innamoramento dell'imperatore e, comprensibilmente turbata, se la prende con Emirena trattandola con derisione. Ciò provoca la toccante reazione di quest'ultima che piange la propria sorte e si appella alla nobile natura della sua interlocutrice (aria: "Prigioniera abbandonata"). Partita Emirena, Aquilio suggerisce a Sabina di continuare a mostrarsi fedele all'imperatore (aria: "Vuoi punir l'ingrato amante?") e la donna piange la sua sorte di fidanzata tradita (aria: "Chi soffre senza pianto").
Nel cortile del palazzo imperiale Osroa si presenta con una fiaccola in mano dopo aver dato alle fiamme la reggia senza tenere alcun conto della presenza della figlia presunta traditrice. Farnaspe invece si getta tra le fiamme per salvarla. Rimasto solo, dopo un momento di incertezza (aria: "A un semplice istante"), Osroa si dà alla fuga, mentre il principe viene invece catturato e accusato di essere l'autore dell'incendio. Quando Emirena lo vede incatenato, gli rivela l'equivoco e dichiara di preferire la morte ad una vita senza di lui (aria: Sola mi lasci a piangere"). Farnaspe prorompe allora in una grande aria di sollievo, con oboe obbligato, con cui si chiude l'atto ("Lieto così talvolta").

### Atto II
Nella galleria del palazzo reale Sabina ed Emirena si incontrano di nuovo e la seconda rivela il suo legame con Farnaspe. Sabina, preso atto della buona fede della prigioniera, si impegna ad aiutarla. Quando poco dopo Adriano le confessa la sua infedeltà e il suo innamoramento per Emirena, Sabina gli manifesta il suo dolore (aria: "Ah, ingrato, m'inganni"). 
In un boschetto attiguo al palazzo reale, di notte, Sabina conduce Farnaspe (che lei ha liberato) da Emirena e li invita a fuggire con un augurio di buona sorte (aria: "Splenda per voi sereno"). Rimasti soli i due, irrompe in scena Osroa brandendo una spada insanguinata con cui proclama di aver ucciso Adriano, ma questi si è in qualche modo salvato ed arriva all'inseguimento dell'attentatore, e, mentre Osroa si nasconde, accusa Farnaspe dell'agguato. Farnaspe si proclama colpevole per salvare il suo re, ma Emirena che per il buio e la concitazione non ha riconosciuto il padre, interviene rivelando la posizione del vero attentatore. L'identità di Osroa è quindi scoperta e Adriano ordina l'arresto di tutti i tre i Parti (aria: "Tutti nemici e rei"). Emirena implora il perdono del padre, che glielo concede (aria: "Quell'amplesso e quel perdono"); Farnaspe prorompe allora nella sua terza ed ultima aria, un grande pezzo di bravura, con orchestra bipartita, con cui si chiude l'atto (aria: "Torbido in volto e nero").

### Atto III
L'atto si apre in una sala del palazzo imperiale dove Aquilio riesce a convincere la tentennante Sabina a partire per sfuggire alla punizione di Adriano (aria di Sabina: "Digli ch'è un infelice"). Rimasto solo, il tribuno rimpiange la partenza dell'amata, ma si rende conto che lasciarla ora è l'unico modo per sperare di non perderla poi (aria: "Contento forse vivere"). Dopodiché riprende le sue trame e convince Adriano ad offrire a Osroa libertà e regno in cambio della mano della figlia. L'irriducibile re finge di volerla consultare, ma in effetti le chiede invece di aiutarlo a morire e, di fronte alla sua riluttanza, l'accusa di indegnità (aria: "Ti perdi e ti confondi"). Partito Osroa, entra in scena Farnaspe il quale, all'incontrario, incita la sua amata ad accettare le profferte di Adriano, se solo ciò servirà a salvare la vita di suo padre. I due giovani si salutano nella disperazione (duetto: "L'estremo pegno almeno").
In un luogo magnifico del palazzo Adriano interroga Sabina mentre si accinge a partire, e scopre così le trame di Aquilio. Emirena e Farnaspe pregano l'imperatore di lasciare libero Osroa e questi rifiuta; Adriano comunque è molto colpito quando si accorge che la ragazza sarebbe pronta a sacrificarsi accettando la sua mano in cambio della sua pietà per il padre. Con tono solenne promette allora giustizia per tutti (aria: "Fra poco assiso in trono"). L'opera si conclude con l'immancabile lieto fine generale: a Osroa sono restituiti libertà e regno, Farnaspe ed Emirena possono ricongiungersi, Aquilio è perdonato, e Adriano stesso accetta la nobile Sabina come sua sposa (coro finale: "S'oda, Augusto, infin su l'etra").

## Registrazioni
- CD Jolanta Omilian (Farnaspe), Gloria Banditelli (Emirena), Susanna Anselmi (Adriano), Daniela Dessì (Sabina), Ezio Di Cesare (Osroa), Lucia Mazzaria (Aquilio), Orchestra dell'Opera da camera di Roma, Marcello Panni, Bongiovanni 1986
- DVD/Blu ray Festival Pergolesi Spontini, Jesi; Marina Comparato (Adriano), Lucia Cirillo (Emirena), Annamaria Dell'Oste (Farnaspe), Nicole Heaston (Sabina), Stefano Ferrari (Osroa), Francesca Lombardi (Aquilio); Accademia Bizantina, Ottavio Dantone (direttore) & Ignacio García (regista); Unitel Classica 2010
- CD Franco Fagioli (Farnaspe), Romina Basso (Emirena), Yuriy Mynenko (Adriano), Dilyara Idrisova (Sabina), Juan Sancho (Osroa), Cigdem Soyarsl (Aquilio); Capella Cracoviensis, Jan Tomasz Adamus; Decca Classics 2016